# Mesnil-Follemprise
Mesnil-Follemprise é uma comuna francesa na região administrativa da Normandia, no departamento de Sena Marítimo. Estende-se por uma área de 7,42 km². Em 2010 a comuna tinha 127 habitantes (densidade: 17,1 hab./km²).